# ریچل مک‌لیش
ریچل مک‌لیش (متولد ۲۱ ژوئن ۱۹۵۵) قهرمان بدن‌سازی زنان، بازیگر و نویسنده آمریکایی است.

## تاریخچه مسابقات
- ۱۹۸۰ قهرمانی بدن‌سازی آمریکا، نفر اول
- ۱۹۸۰ دعوتی فران زین، نفر دوم
- ۱۹۸۰ بانوی المپیا، نفر اول
- ۱۹۸۱ بانوی المپیا، نفر دوم
- ۱۹۸۲ قهرمانی حرفه‌ای جهان، نفر اول
- ۱۹۸۲ بانوی امپیا، نفر اول
- ۱۹۸۳ سزار ورد کاپ، نفر سوم
- ۱۹۸۴ بانوی المپیا، نفر دوم

## هنرپیشگی
او در سه فیلم پمپاژ آهن (قسمت دوم):زنان، تک‌خال‌ها: عقاب آهنین (قسمت سوم) و ریون هاک به ایفای نقش پرداخته است.

## بازیگری
او همچنین نویسنده دو کتاب جذبه انعطاف و اعضای کامل در زمینه تمرینات باوزنه برای بانوان است.